# Solanum kleinii
Solanum kleinii är en potatisväxtart som beskrevs av Lyman Bradford Smith och Robert Jack Downs. Solanum kleinii ingår i släktet skattor som ingår i familjen potatisväxter. Inga underarter finns listade i Catalogue of Life.